# Río Muskingum
El río Muskingum (en inglés: Muskingum River; en shawnee: Wakatamothiipi) es un afluente del río Ohio, por su margen derecha, que discurre íntegramente por el estado de Ohio, en Estados Unidos. El río Muskingum tiene una longitud de 177 km, pero con una de sus fuentes, el Tuscarawas, de 209 km, llega hasta los 386 km. 
En la actualidad el río es navegable gran parte de su longitud a través de una serie de esclusas y presas. 
En el siglo XIX, fue una ruta comercial importante, fluyendo generalmente hacia el sur a través de la región de colinas orientales de Ohio. A través del río Ohio, era y es parte de la cuenca del río Misisipi.

## Curso

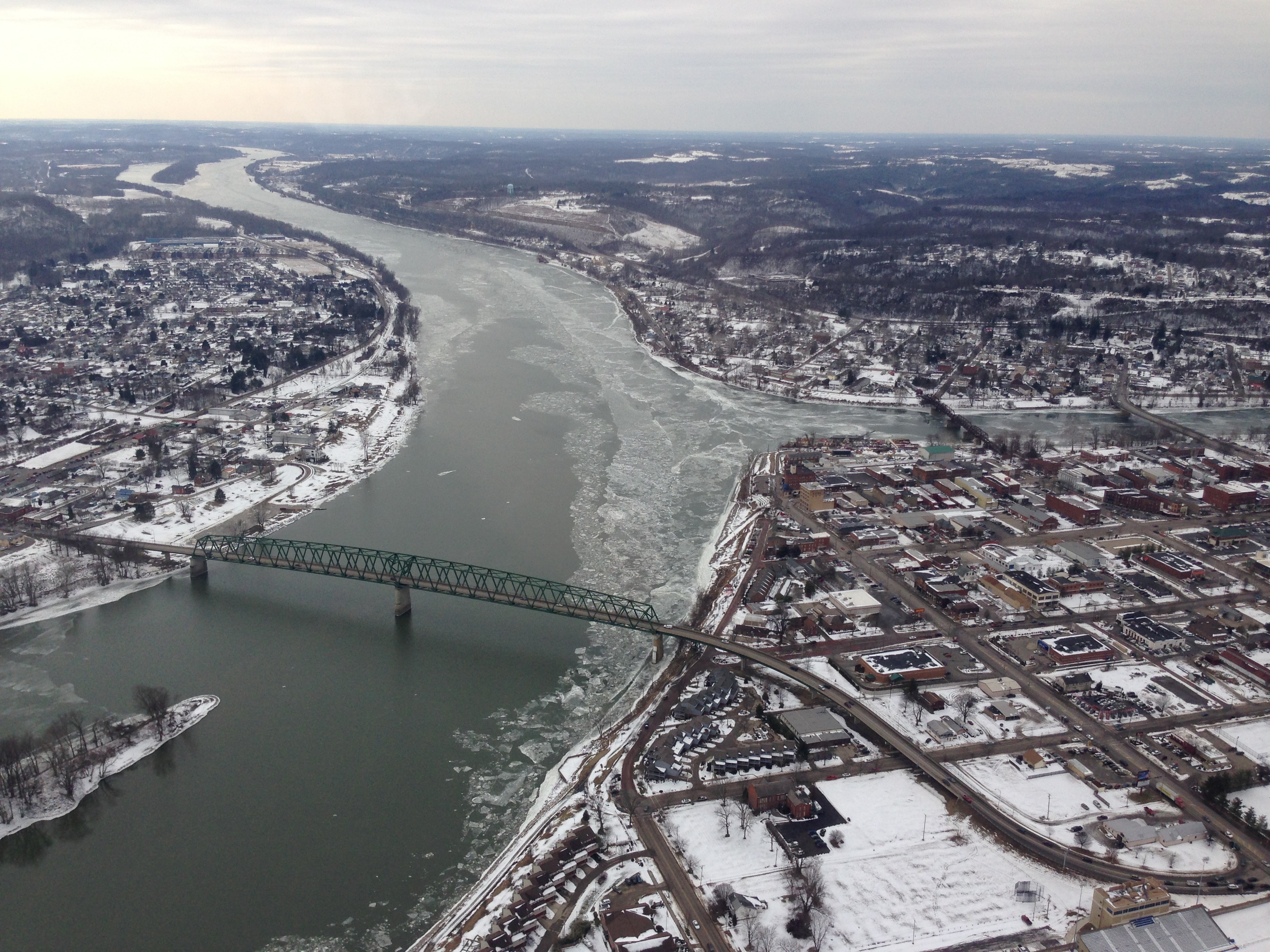
Vista aérea del Ohio y el en Marietta.

El río Muskingum se forma en Coshocton (11 216 hab. en 2010), en la parte centroriental de Ohio, por la confluencia de los ríos Tuscarawas (209 km) y Walhonding (195,8 km). Fluye en un curso serpenteante hacia el sur más allá de Conesville (347 hab.) y Dresden (1529 hab.) hasta Zanesville (25 487 hab.) ; luego se encamina hacia el sureste pasando por South Zanesville (1989 hab.), Philo (733 hab.), Gaysport, Malta (671 hab.), McConnelsville (1784 hab.), Beverly (1313 hab.), Lowell (549 hab.), Stockport (503 hab.)  y Devola (2652 hab.). Se une al Ohio en Marietta (14 085 hab.) .
A lo largo de su curso, el Muskingum recoge las aguas del arroyo Wills (de 148.4 km, cerca de Conesville); del arroyo Wakatomika (de  (68.6 km, en Dresden); del río Licking (de 65 km, en Zanesville); del arroyo Moxahala (de 47.0 km, en South Zanesville); y del arroyo Wolf (cerca de Beverly)

## Historia
El nombre Muskingum deriva de la palabra shawnee mshkikwam ('terreno pantanoso'), tomado para significar 'ojo de ciervo' (mus wəshkinkw) en lengua lenape por etimología popular. Históricamente, también era el nombre de una gran aldea wyandot a lo largo del río.
Como parte de una expedición para afirmar el dominio francés en todo el valle de Ohio, Pierre Joseph Céloron enterró el 15 de agosto de 1749 en la confluencia de los ríos Muskingum y Ohio una placa de plomo que reclamaba la región de Francia.
El conocido explorador de frontera, Christopher Gist, llegó al afluente del arroyo Big Sandy el 4 de diciembre de 1751. Viajando río abajo, registró su llegada el 14 de diciembre a Muskingum, la aldea occidental de los wyandot, en la actual Coshocton. Allí permaneció durante el siguiente mes.
Mariettafue fundada en 1788 como el primer asentamiento estadounidense permanente en el Territorio del Noroeste, en la desembocadura del río Muskingum en el río Ohio. La masacre de Big Bottom ocurrió a lo largo de sus riberas en 1791.
Zanesville fue colonizada por los estadounidenses de origen europeo en 1799, en el lugar donde la Zane's Trace cruzaba el Muskingum en la desembocadura del río Licking. A mediados del siglo XIX, el Muskingum era una importante ruta comercial, con presas y esclusas que controlaban el nivel del agua para permitir que los barcos subieran y descendieran por el río. Con la disminución del transporte fluvial en Ohio en la década de 1920, las esclusas cayeron en mal estado. Desde la década de 1960, las esclusas han sido reparadas para permitir que las embarcaciones de recreo viajen toda la longitud navegable del río. La vía fluvial de Muskingum es uno de los pocos sistemas que se mantienen en los EE. UU. con esclusas de accionamiento manual. El sistema de navegación ha sido designado Hito histórico de ingeniería civil (Historic Civil Engineering Landmark). En 2006, fue designado «Un sendero acuático de Ohio» (An Ohio Water Trail); esta designación propicia un mejor acceso en canoa en el río.
Ubicado al norte de la línea Mason-Dixon, desde alrededor de 1812 hasta 1861, el río Muskingum fue una importante ruta ferroviaria subterránea utilizada por los esclavos fugitivos que escapaban del Sur en su viaje hacia el norte hasta el lago Erie y Canadá.

## Organizaciones sin ánimo de lucro
La «Friends of the Lower Muskingum River» es un fideicomiso de tierras sin fines de lucro con sede en Marietta, relacionado con la protección del río Muskingum y las tierras adyacentes. Además, el «Muskingum River Conservation District» (Distrito de Conservación del Río Muskingum) es una entidad cuasi gubernamental que se ocupa del control de inundaciones en el río.

## Variantes del nombre
De acuerdo con el Geographic Names Information System (Sistema de Información de Nombres Geográficos), el río Muskingum también se ha conocido como:
- río Big Muskingum
- río Elk
- río Mouskindom
- río Mushkingum
- río Muskingham
- Riviere Chiagnez